# Culcheth
Culcheth – wieś w Anglii, w hrabstwie ceremonialnym Cheshire, w dystrykcie (unitary authority) Warrington. Leży 38 km na północny wschód od miasta Chester i 270 km na północny zachód od Londynu. W 2001 miejscowość liczyła 9000 mieszkańców.